# 德拉斯马克特
德拉斯马克特是奥地利布尔根兰州上普伦多夫县的一个市镇。总面积36.23平方公里，总人口1411人，人口密度38.9人/平方公里（2001年）。